# Сара Симовић
Сара Симовић (Крагујевац, 25. октобар 1998) српска је глумица.

## Биографија
Завршила је Прву крагујевачку гимназију, а глуму је дипломирала на Академији уметности Универзитета у Новом Саду, у класи професора Бориса Лијешевића. Добила је награду Фондације „Мали принц” 2021. године.
Од јуна 2023. је стална чланица драмског ансамбла Народног позоришта „Тоша Јовановић“ у Зрењанину.

## Глумачка каријера

### Филм и телевизија
На почетку каријере играла је у више кратких филмова. За улогу у филму Розе награђена је као најбоља глумица на фестивалу „Филмски фронт“. Прву телевизијску улогу остварила је у петој сезони серије Убице мог оца, где је играла лик ученице Дајане Николић. За њу је награђена Златном ареном за глумачко откровење, на 12. по реду Федису. Појавила се у петој епизоди телевизијске серије Тунел, у улози малолетне девојке Тамаре.

### Позориште
Током студија је била активна у Академском позоришту „Промена”. За улогу Хелене у представи Прослава награђена је на првом Позоришном академском фестивалу у Бањој Луци, као и на 26. Art Trema Festu у Руми. Током 2019. године је играла у представи Човече, ти си млад, Савременог позоришта у Крагујевцу, а потом и у мјузиклу Коса у Позоришту младих. Годину дана касније дебитовала је у Српском народном позоришту, улогом у представи Велика депресија. У Народном позоришту „Тоша Јовановић“ играла је у представама Слика непознатог и Шта ће бити са свима нама, као гостујућа глумица, пре него што је 2023. године примљена у стални ангажман. Крајем исте календарске године премијерно је заиграла у представи Диско свиње у Југословенском драмском позоришту. Заједно с партнером из представе Љубинко и Десанка, Миланом Колаком, током пролећа 2024. је награђена на Данима комедије у Јагодини и Позоришном пролећу у Шапцу.

## Улоге

### Позоришне представе
| Наслов                    | Улога    | Редитељ         | Позориште                          | Премијера           |
| ------------------------- | -------- | --------------- | ---------------------------------- | ------------------- |
| Пријемни испит            |          | Борис Лијешевић | Академско позориште „Промена”      | 19. април 2018.     |
| Једночинке                |          | Борис Лијешевић | Академско позориште „Промена”      | 20. март 2019.      |
| На дну                    |          | Борис Лијешевић | Академско позориште „Промена”      | 3. јун 2019.        |
| Човече, ти си млад        |          | Ђорђе Нешовић   | Савремено позориште Крагујевац     | 25. септембар 2019. |
| Коса                      |          | Петер Телихаји  | Позориште младих                   | 6. децембар 2019.   |
| Велика депресија          |          | Марко Челебић   | Српско народно позориште           | 9. децембар 2020.   |
| Прослава                  | Хелена   | Борис Лијешевић | Академско позориште „Промена”      | 16. новембар 2021.  |
| Тамо где певају           |          | Ђорђе Нешовић   |                                    | 7. мај 2022.        |
| Слика непознатог          |          | Никола Завишић  | Народно позориште „Тоша Јовановић“ | 15. октобар 2022.   |
| Шта ће бити са свима нама |          | Борис Лијешевић | Народно позориште „Тоша Јовановић“ | 12. април 2023.     |
| Љубинко и Десанка         | Десанка  | Милан Нешковић  | Народно позориште „Тоша Јовановић“ | 9. септембар 2023.  |
| Госпођа министарка        | Дара     | Душан Петровић  | Народно позориште „Тоша Јовановић“ | 20. октобар 2023.   |
| Диско свиње               | Прцољак  | Симо Ђукић      | Југословенско драмско позориште    | 26. децембар 2023.  |
| Ефекат                    | Кони Хол | Ђорђе Нешовић   | Народно позориште „Тоша Јовановић“ | 24. мај 2024.       |

### Филмографија
| Год.  | Назив                         | Улога          |
| ----- | ----------------------------- | -------------- |
| 2018. | Страно тело (кратки филм)     |                |
| 2018. | Розе (кратки филм)            | Соња           |
| 2022. | Убице мог оца (серија)        | Дајана Николић |
| 2022. | Вози ме на море (кратки филм) | Нађа           |
| 2023. | Тунел (серија)                | Тамара         |
| 2024. | За данас толико               | Говорница      |

## Награде и признања
| Година | Остварење         | Награда                                                                                                |
| ------ | ----------------- | --- |
| 2018.  |                   | Награда за најбољу глумицу на фестивалу „Филмски фронт“                                                |
| 2021.  |                   | Награда Мали принц за уметничко стваралаштво из области драмске уметности, академске 2020/2021. године |
| 2022.  | Убице мог оца     | Златна антена за глумачко откровење, на 12. по реду Федису                                             |
| 2022.  | Прослава          | Награду за најбољу женску улогу на првом Позоришном академском фестивалу у Бањој Луци                  |
| 2023.  | Прослава          | Награда за најбољу епизодну женску улогу на 26. Art Trema Festu у Руми                                 |
| 2024.  | Љубинко и Десанка | Награда за најбољу младу глумицу на 50. Данима комедије у Јагодини                                     |
| 2024.  | Љубинко и Десанка | Награда Залог за будућност на 8. Позоришном пролећу у Шапцу, у равноправној подели с Миланом Колаком   |